# Storebæltsforbindelsen
Lo Storebæltsforbindelsen (in italiano "collegamento fisso del Grande Belt") è un'opera di collegamento tra le due isole danesi di Selandia (in cui è ricompresa la capitale della Danimarca, Copenaghen) e di Fionia. Consiste in un ponte sospeso stradale e un tunnel ferroviario tra Selandia e l'isola Sprogø, e un ponte a trave scatolare tra Sprogø e Fionia. Il "ponte sul Grande Belt" (danese: Storebæltsbroen) invece si riferisce comunemente al solo ponte sospeso, ma è comunemente utilizzato anche per indicare il ponte o il collegamento nella sua interezza. Il ponte sospeso, conosciuto come ponte Est, ha una delle campate più lunghe al mondo, ed è attualmente (2023) la più lunga al di fuori dell'Asia (se si esclude il Ponte dei Dardanelli situato tra Europa e Asia). È stato progettato dallo studio di architettura e design Dissing+Weitling.
Il collegamento ha sostituito il servizio di traghetti, che era stato il mezzo principale per attraversare il Grande Belt in passato. Dopo più di cinque decenni di speculazioni e di dibattiti, la decisione di costruire il collegamento fu presa nel 1986, con l'intento originale di completare il collegamento ferroviario tre anni prima di aprire il collegamento stradale, ma in effetti il traffico ferroviario fu aperto nel 1997, mentre quello stradale nel 1998. Con un costo stimato di 21,4 miliardi di Corone danesi (prezzo nel 1988),( 1 corona danese valeva circa 194 lire ); il collegamento è il più grande progetto di costruzione nella storia danese.
Il funzionamento e la manutenzione del collegamento è eseguita dalla società A Storebælt / Sotto Sund & Baelt. La costruzione e la manutenzione sono finanziate da pedaggi sui veicoli e treni.
Il collegamento ha ridotto in modo significativo i tempi di viaggio, che in precedenza era di circa un'ora di traghetto, il Grande Belt può essere attraversato in una decina di minuti. La costruzione del collegamento insieme al ponte di Øresund permettono di guidare ininterrottamente dal continente europeo fino in Svezia e nel resto della Scandinavia attraverso la Danimarca, fornendo una alternativa al percorso via terra, significativamente più lungo, che attraversa la Finlandia. I pedoni e i ciclisti non sono autorizzati ad attraversare il ponte, ma le biciclette possono essere trasportate in treno o in autobus.

## Storia
I traghetti sul Grande Belt entrarono in servizio tra le città costiere di Korsør e Nyborg nel 1883, terminal ferroviari su entrambi i lati del Belt. Nel 1957, il traffico stradale fu spostato sul percorso Halsskov - Knudshoved, a circa 1,5 km a nord e vicino all'attuale collegamento.
Progetti di costruzione di un collegamento fisso furono presentati già nel 1850, con alcuni spunti che furono ripresi nei decenni successivi. Le Ferrovie dello Stato Danesi, responsabili del servizio di traghetti, presentarono i piani per un ponte nel 1934. Nel 1948, il Ministero dei Lavori pubblici (ora Ministero dei Trasporti), istituì una commissione per studiare le implicazioni di un collegamento fisso.
La prima legge, relativa a un collegamento fisso, è stata emanata nel 1973, ma il progetto fu sospeso nel 1978, quando il Partito Liberale (Venstre) chiese il rinvio della spesa pubblica. L'accordo politico per rilanciare i lavori fu raggiunto nel 1986, con una legge di costruzione (danese: anlægslov) approvata nel 1987.
Il design è stato effettuato dallo studio di architettura Dissing+Weitling insieme alla compagnia di ingegneria del gruppo COWI.
La costruzione del collegamento iniziò nel 1988. Nel 1991, la Finlandia citò in giudizio la Danimarca presso la Corte internazionale di giustizia, sulla base del fatto che le unità mobili di perforazione offshore di costruzione finnica non sarebbero state in grado di passare sotto il ponte. I due paesi hanno negoziato una compensazione finanziaria di 90 milioni di corone danesi, e la Finlandia ritirò il ricorso.

## Costruzione

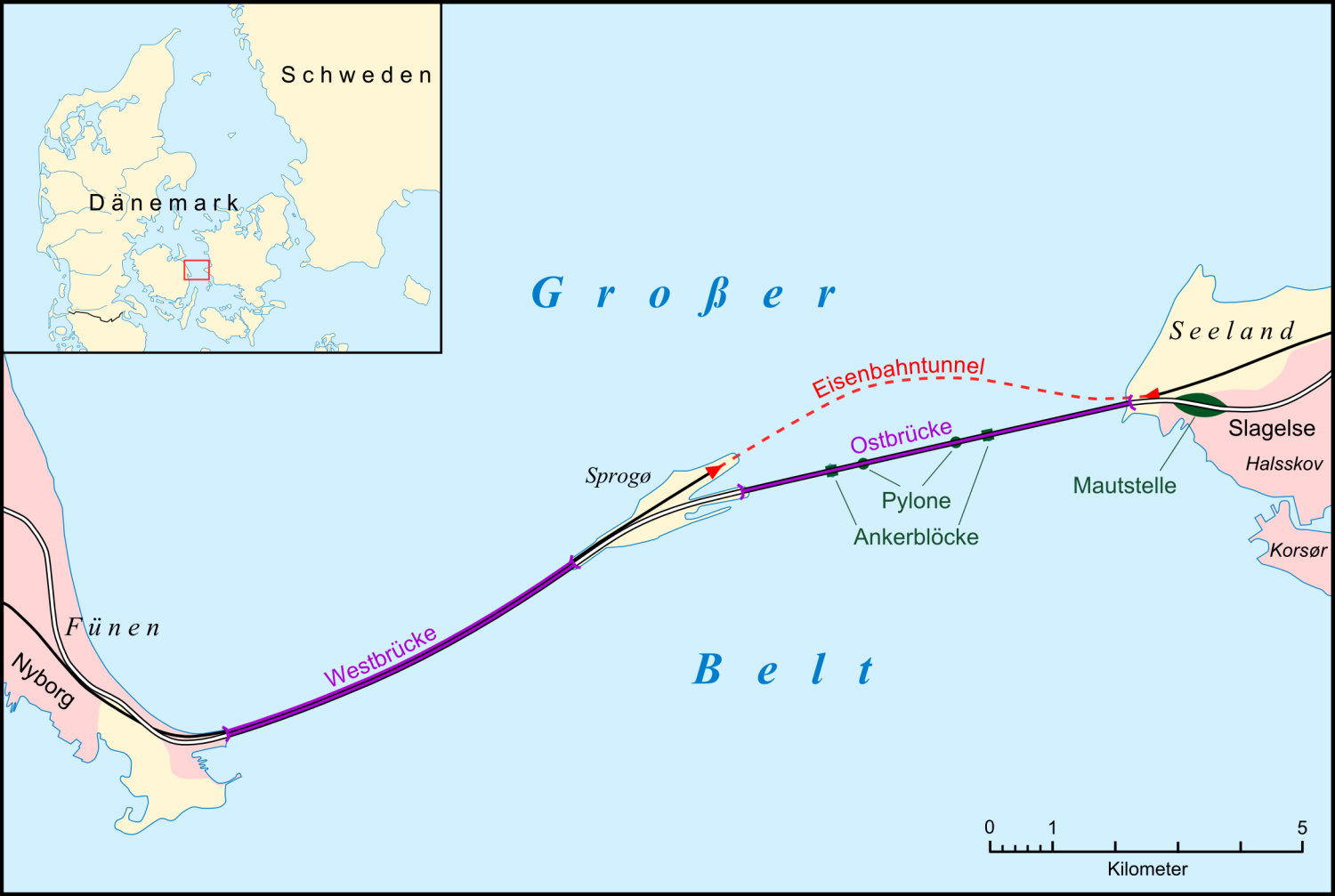
Mappa del ponte sul Grande Belt

La costruzione del collegamento fisso è il più grande progetto di costruzione nella storia della Danimarca. Per collegare Halsskov sull'isola di Selandia con Knudshoved in Fionia, a 18 chilometri a ovest, dovevano essere costruiti una ferrovia a doppio binario e una strada a quattro corsie, attraverso la piccola isola di Sprogø nel mezzo del Grande Belt. Il progetto comprendeva tre diverse opere: il ponte Est per il trasporto su strada, la galleria Est per il trasporto ferroviario e il ponte Ovest per entrambi.
I lavori di costruzione furono realizzati da Sundlink Contractors, un consorzio fra le imprese Skanska, Hochtief, Højgaard & Schultz (che ha costruito il ponte Ovest) e Monberg & Thorsen (che ha costruito gli otto chilometri di sezione sotto il Grande Belt). Il lavoro di sollevamento e posizionamento degli elementi è stata effettuata da Ballast Nedam utilizzando una gru galleggiante.

## Il ponte Est (Østbroen)

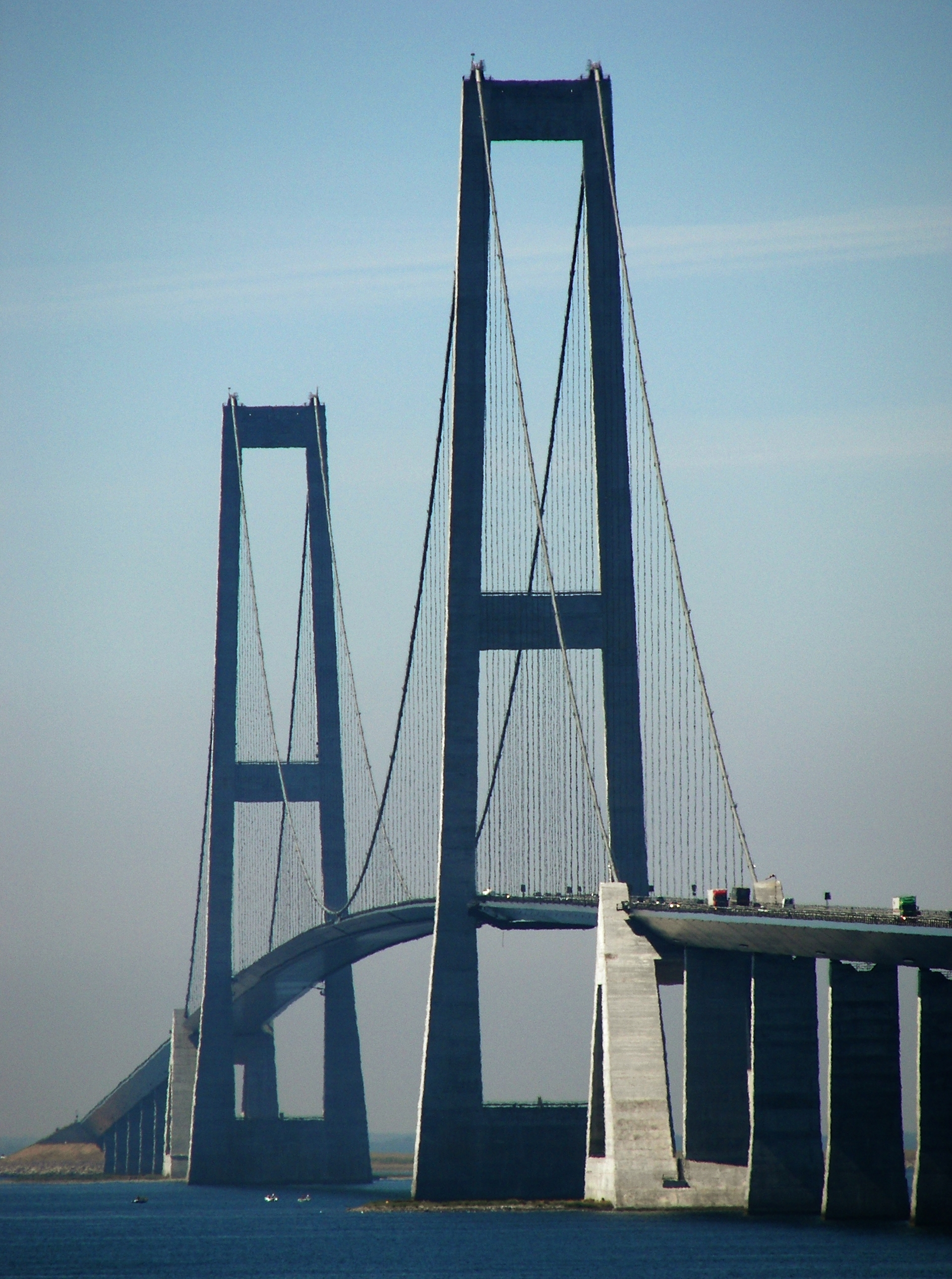
Il ponte sul Grande Belt

Costruito tra il 1991 e il 1998, il Ponte Est (Østbroen) è un ponte stradale sospeso tra Halsskov e Sprogø. È lungo 6 790 metri (22 280 ft), con una luce libera di 1 624 metri (5 328 ft), costituendo così il quarto più lungo ponte sospeso al mondo, superato dal ponte dei Dardanelli (inaugurato nel 2022), il ponte di Akashi Kaikyō (inaugurato appena due mesi prima) e il ponte Xihoumen. Il ponte Est era stato progettato in effetti per essere completato in tempo per diventare il ponte più lungo, ma la realizzazione era in ritardo. La distanza verticale per le navi è di 65 metri (213 ft), il che significa che la più grande nave da crociera del mondo ci può passare appena.
Alti 254 metri (833 ft) sul livello del mare, i due piloni del ponte Est sono i punti più alti di strutture solide in Danimarca. Peraltro, alcune antenne radio, come il trasmettitore Tommerup, sono in effetti più alte.
Per mantenere in tensione i cavi principali, una struttura di ancoraggio su ogni lato del campo è posta al di sotto del piano stradale. Diciannove pilastri di cemento (12 sul lato di Selandia, sette da Sprogø), partendo da 193 metri (633 ft) portano il piano stradale fino al di fuori del campo.

## Il ponte Ovest (Vestbroen)
Il ponte Ovest (Vestbroen) è un ponte a trave scatolare tra Sprogø e Knudshoved. È lungo 6 611 metri (21 690 ft) e ha una distanza di sicurezza verticale per le navi di 18 metri (59 ft). Si tratta in realtà di due distinti ponti adiacenti: quello settentrionale trasporta il traffico ferroviario e quello meridionale traffico stradale. I pilastri dei due ponti poggiano su basi comuni sotto il livello del mare. Il ponte è stato costruito tra il 1988 e il 1994. La strada-ferrovia ponte dispone di 63 sezioni, sostenute da 62 piloni.

## La galleria Est (Østtunnelen)
Le due canne del Tunnel orientale (Østtunnelen) sono lunghe entrambe 8 024 metri (26 325 ft). Ci sono 31 passaggi di collegamento tra le due gallerie principali, a 250 metri (820 ft) di intervallo. L'attrezzatura necessaria per la circolazione dei treni nel tunnel è installata nei tunnel di collegamento, che servono anche come vie di fuga.
Ci sono stati ritardi e aumenti dei costi per la costruzione del tunnel. Il piano era di aprirlo nel 1993, dando ai treni un vantaggio di tre anni rispetto al traffico stradale, ma nei fatti il traffico dei treni è iniziato nel 1997 e quello stradale nel 1998. Durante la costruzione, il fondo marino cedette, e una delle gallerie fu allagata. L'acqua salì fino all'uscita finale a Sprogø, dove si riversò nell'altra galleria gemella (ancora asciutta). L'acqua danneggiò due delle quattro macchine fresatrici, ma nessun lavoratore rimase ferito. Solo mettendo uno strato di argilla sul fondo del mare è stato possibile asciugare le gallerie. Le due macchine danneggiate furono riparate e la maggior parte degli scavi riprese dal lato di Sprogø. Le macchine sul lato di Selandia trovarono terreno difficile e fecero pochi progressi. Un grande incendio su una delle macchine di Selandia nel giugno del 1994 fermò questa unità, e le gallerie furono completate dalle due macchine di Sprogø.
Un totale di 320 operai addetti all'aria compressa furono coinvolti in 9018 esposizioni di pressione nelle quattro gallerie. L'opera ha comportato una malattia da decompressione con un'incidenza dello 0,14%, con due lavoratori con sintomi residuali a lungo termine.

## Traffico

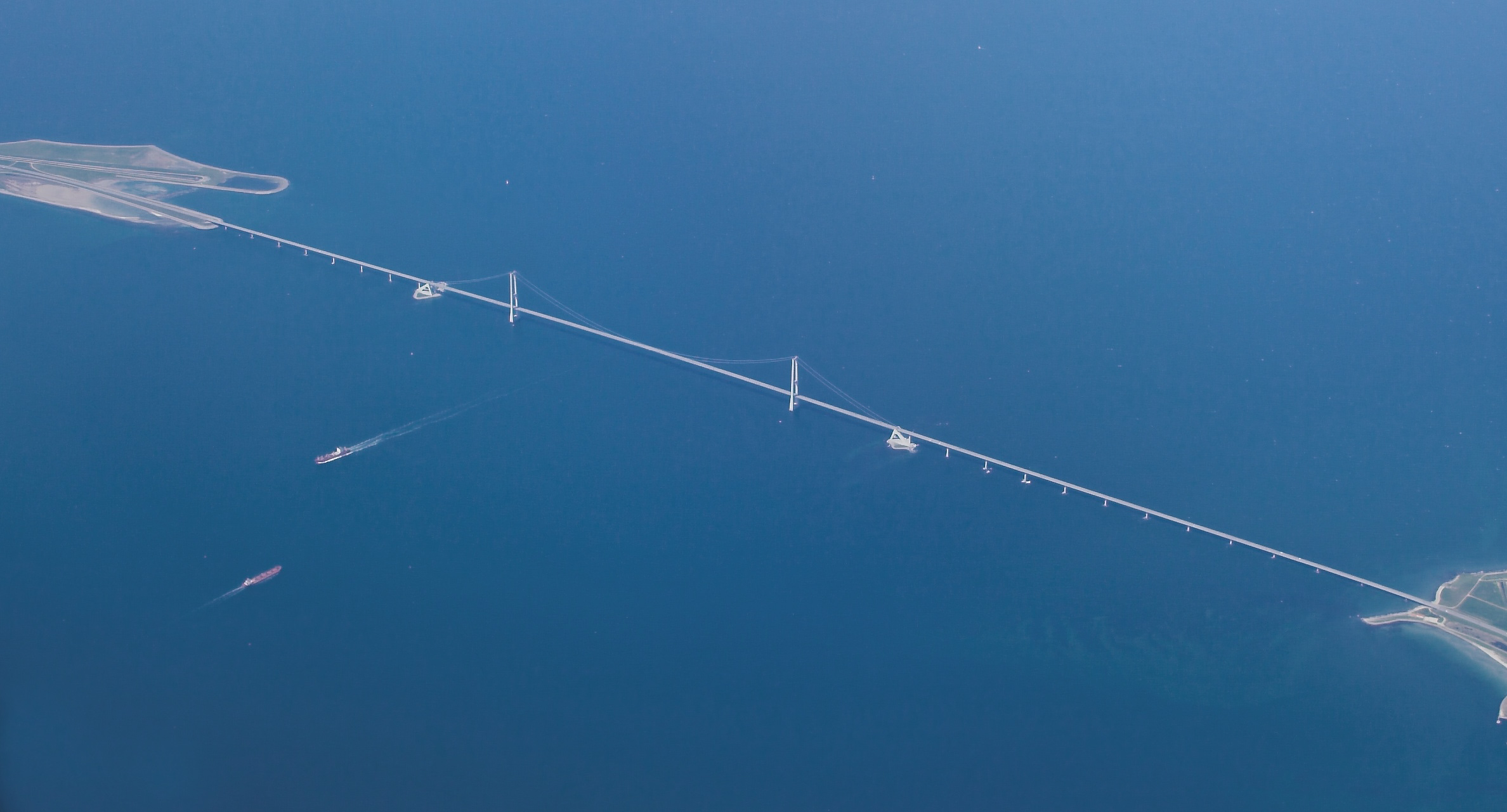
Il ponte visto dall'alto

Prima dell'apertura del collegamento, una media di 8.000 auto utilizzavano i traghetti sul Grande Belt ogni giorno. Nel 2008, una media di 30.200 vetture ha attraversato il collegamento ogni giorno. L'aumento del traffico è in parte causato dalla crescita generale del traffico, in parte deriva dalla deviazione del volume di traffico proveniente da altri servizi di traghetto e il trasporto aereo, oltre al nuovo traffico generato dalla maggiore semplicità, facilità e il prezzo più basso per attraversare il Grande Belt.
Il collegamento fisso ha prodotto notevole risparmio di tempo tra l'est e l'ovest della Danimarca. In precedenza, si impiegavano circa 90 minuti in media per attraversare in macchina il Grande Belt con il trasferimento in traghetto, tra cui il tempo di attesa nei porti e ancora più tempo nei periodi di punta, come ad esempio nei fine settimana e festivi. Con l'apertura del collegamento, il viaggio è ora tra i dieci e i 15 minuti.
In treno il risparmio di tempo è significativo. Il viaggio è stato ridotto di 60 minuti, e ci sono molti più posti a sedere disponibili perché più carrozze possono essere aggiunti ad un treno, dal momento che il treno non deve essere caricato sul traghetto. La capienza offerta dalle DSB attraverso il Grande Belt in un comune mercoledì è passato da 11.060 posti a 37.490 posti a sedere. Il venerdì la capienza supera i 40.000 posti a sedere.
I tempi di viaggio più brevi sono i seguenti: Copenaghen-Odense 1 ora e 15 minuti; Copenaghen-Aarhus 2 ore e 30 minuti; Copenaghen-Aalborg 3 ore 55 minuti; Copenaghen-Esbjerg 2 ore 35 minuti. Grazie a ciò i voli tra Copenaghen e Odense e tra Copenaghen ed Esbjerg sono cessati, e il treno ora ha la maggiore quota di mercato tra Copenaghen e Århus.
Insieme al ponte di Øresund, il passaggio fornisce un collegamento diretto fisso tra l'Europa continentale occidentale e Scandinavia meridionale, al fine di collegare tutte le parti dell'Unione europea ad eccezione di Irlanda, Malta e Cipro e le isole. La maggior parte delle persone provenienti da Selandia preferiscono ancora prendere il traghetto tra Puttgarden e Rødby, in quanto è una distanza molto più breve e fornisce una pausa necessaria per coloro che viaggiano a lunga distanza.
Per i treni merci, i collegamenti fissi sono un grande miglioramento tra la Svezia e la Germania, e tra la Svezia e il Regno Unito. i collegamenti marittimi tra Svezia e Germania sono ancora usati, a causa di alcuni tratti stradali a guida limitata, del pesante traffico passeggeri sui ponti e di alcuni tratti a binario unico nel sud della Danimarca e della Germania settentrionale.
Il Grande Belt è attraversato da treni passeggeri notturni tra Copenaghen e la Germania, che sono troppo lunghi per i traghetti. Treni giornalieri sulla tratta Copenaghen-Amburgo utilizzano i traghetti della compagnia Fehmarn Belt, con treni diesel corti.
Nel 2029 il collegamento fisso Fehmarn Belt dovrebbe essere completato, per cui gran parte del traffico internazionale dovrebbe spostarsi dal collegamento fisso del Grande Belt. Questo percorso più diretto ridurrà il viaggio in treno da Amburgo a Copenaghen da 4¾ a 3 ore e mezza circa.

## Pedaggio

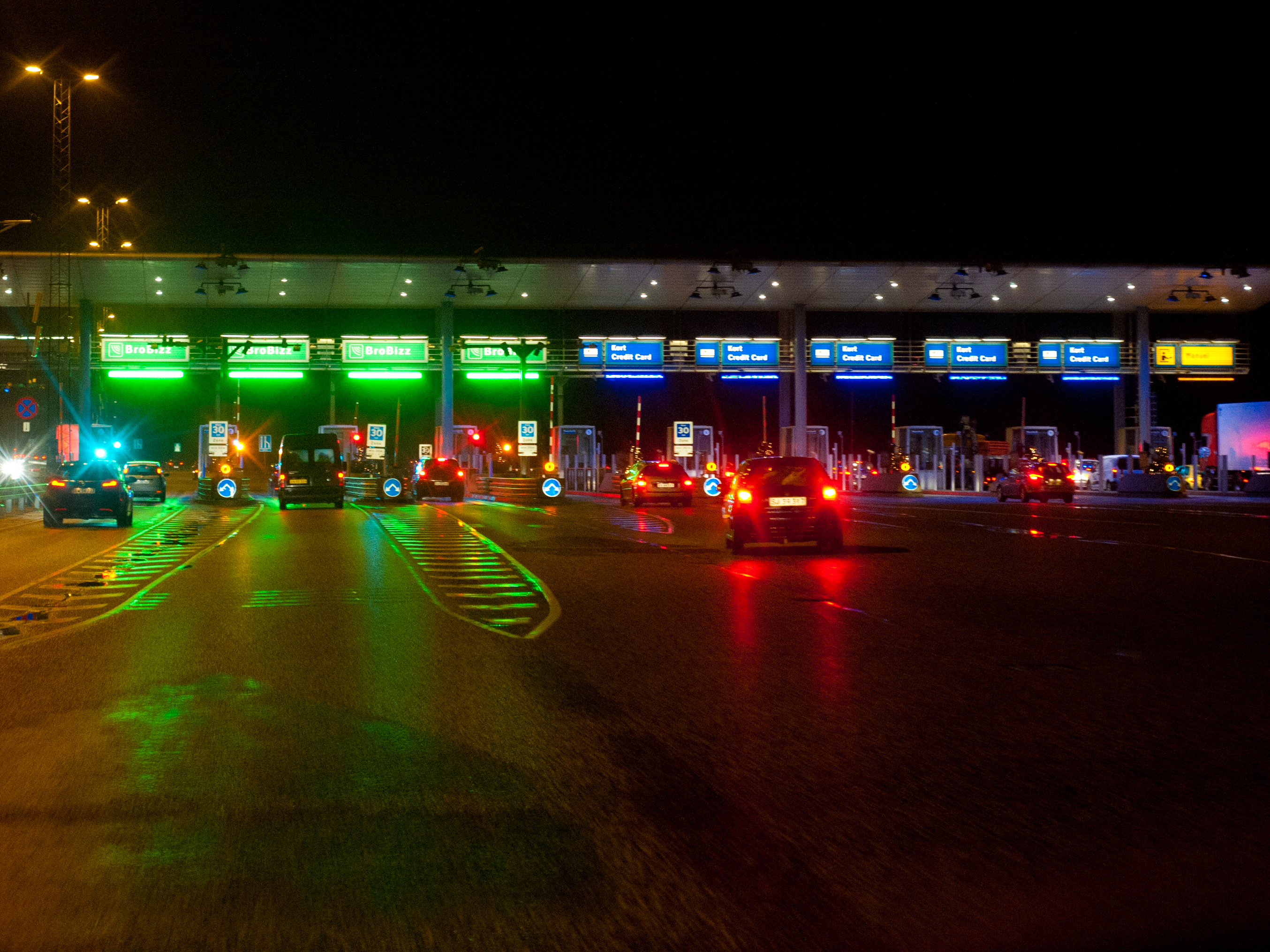
L'area di pedaggio di notte. Ogni varco può essere usato per il pagamento elettronico (insegna verde), carta di credito (insegna blu) o pagamento in contanti (insegna gialla).

Nel 2017 le tariffe del pedaggio sono le seguenti:
| Veicolo                                    | Tariffa                                  |
| ------------------------------------------ | ---------------------------------------- |
| Automobile <3 metri 3-6 metri 6 metri      | 125 DKK (€18) 240 DKK (€34) 365 DK (€51) |
| Motocicli Motocicli con rimorchio          | 125 DKK (€18) 240 DKK (€34)              |
| Camper <6 metri Camper >6 metri            | 240 DKK (€34) 365 DKK (€51)              |
| Bus >10 metri                              | 1135 DKK (€158)                          |
| Camion >20 metri                           | 1705 DKK (€237)                          |
| Biglietto ferroviario (da Nyborg a Korsør) | 96 DKK (€14)                             |

## Impatto ambientale

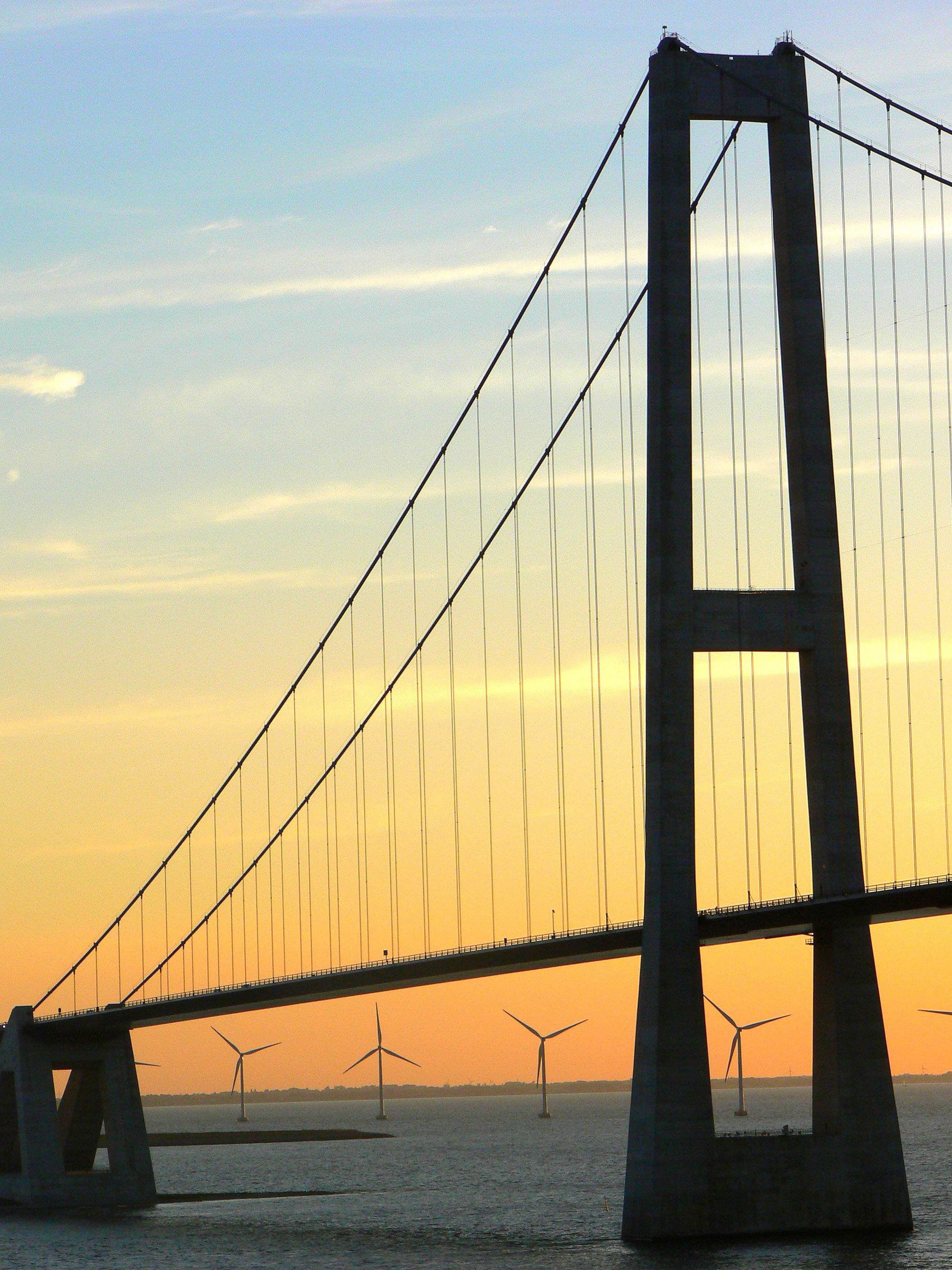
Pale eoliche sullo sfondo del ponte sul Grande Belt

Lo studio dell'impatto ambientale è stato parte integrante del progetto ed è stato di importanza decisiva per la scelta di allineamento e determinazione del design. L'impatto ambientale è stato il motivo per cui la società Grande Belt A/S ha istituito un programma di monitoraggio ambientale nel 1988, e ha avviato la cooperazione con le autorità e consulenti esterni per la definizione delle problematiche ambientali durante i lavori di costruzione e dei requisiti di professionalità per il programma di monitoraggio. Grazie a questa cooperazione è stato pubblicato un rapporto all'inizio del 1997 sullo stato dell'ambiente nel Grande Belt. La conclusione della relazione è che lo stato dell'ambiente marino è buono come prima dell'inizio dei lavori di costruzione.
Per quanto riguarda i flussi di corrente d'acqua, il ponte ha dovuto rispettare la cosiddetta "soluzione-zero". Tale obiettivo è stato raggiunto attraverso l'abbassamento del fondale del Grande Belt, in modo che la sezione trasversale del flusso d'acqua è stata aumentata. Questo scavo ha compensato l'effetto di blocco causato dai piloni dei ponti e delle rampe di avvicinamento. La conclusione della relazione è che i flussi d'acqua sono ormai quasi al livello cui si trovavano prima della costruzione del ponte.
Il collegamento fisso ha generato un aumento del volume di traffico stradale, che ha comportato un aumento dell'inquinamento atmosferico. Tuttavia, vi è stato un notevole risparmio nel consumo di energia commutando quella utilizzata dai traghetti al ponte. Traghetti, treni e auto consumano molta energia per la propulsione; traghetti ad alta velocità consumano grandi quantità di energia e il trasporto aereo ancora di più. Il trasporto aereo nazionale sul Grande Belt è stato notevolmente ridotto dopo l'apertura del ponte, poiché gli ex-viaggiatori aerei ora utilizzano treni e auto private.
Il maggior consumo di energia dei traghetti rispetto al ponte è più evidente, se si confrontano gli spostamenti minimi dalle zone immediatamente ad est o ad ovest del collegamento. Per distanze di guida più estese la differenza di consumo di energia è più piccolo, ma qualsiasi attività di trasporto in Danimarca attraverso il collegamento permette un risparmio energetico molto chiaro.
Nel corso del 2009, sette pale eoliche di grandi dimensioni (che possono generare 3 MW per un totale di 21 MW di capacità) sono state erette nel mare a nord di Sprogø, per contribuire alla domanda elettrica del Link Grande Belt. L'altezza del loro mozzo è circa allo stesso livello del piano stradale del ponte sospeso. Il progetto è stato presentato come modello durante il meeting sul cambiamento climatico di Copenaghen nel dicembre 2009.

## Incidenti

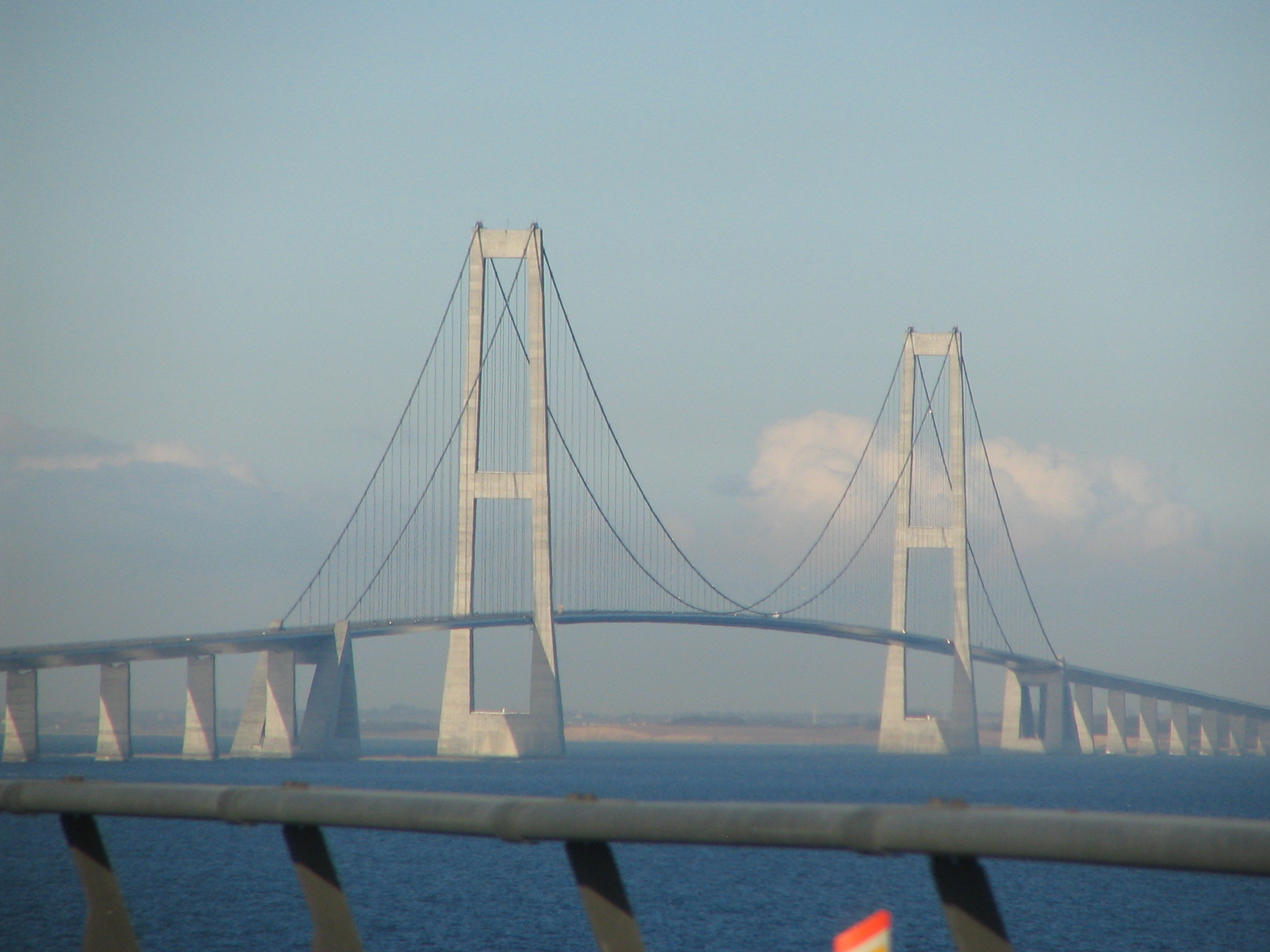
Storebæltsbroen

Durante la costruzione si sono verificati 479 incidenti sul lavoro, di cui 53 hanno comportato lesioni gravi o morte. Almeno sette operai sono morti a causa di tali incidenti sul lavoro.
Il ponte Ovest è stata colpito da traffico marittimo due volte. Il 14 settembre 1993, mentre il ponte era ancora in costruzione, il traghetto M/F Romsø alla deriva e fuori rotta causa maltempo ha colpito il ponte Ovest. Alle 19:17 del 3 marzo 2005, la nave-cargo da 3.500 tonnellate MV Karen Danielsen si è schiantato sul Ponte Ovest a 800 metri dalla Fionia. Tutto il traffico attraverso il ponte è stato interrotto, di fatto tagliando in due la Danimarca. Il ponte fu riaperto poco dopo la mezzanotte, dopo che la nave-cargo è stata rimorchiata e gli ispettori non avevano trovato alcun danno strutturale al ponte.
Il ponte Est è stato finora indenne, anche se il 16 maggio 2001 il ponte è stato chiuso per 10 minuti, quando la portacontainer cambogiana Bella da 27.000 tonnellate si stava dirigendo dritto per una delle strutture di ancoraggio. La rotta della nave è stata deviata grazie a un tempestivo intervento della marina militare danese.
Il 5 giugno 2006 alle ore 21:30 circa, un veicolo di manutenzione andò in fiamme nella parte orientale della galleria ferroviaria, senza feriti in quanto i tre occupanti fuggirono nell'altro tunnel. Il fuoco è stato spento poco prima di mezzanotte e il veicolo è stato rimosso dalla galleria il giorno successivo. Il servizio ferroviario riprese il 6 giugno a velocità ridotta e il normale servizio fu ripristinato il 12 giugno.
Il 2 gennaio 2019, sei persone sono morte in un incidente ferroviario sul ponte Ovest. I media locali hanno riferito che un treno passeggeri ha frenato bruscamente dopo essere stato investito da detriti provenienti da un treno merci che viaggiava nella direzione opposta.